# Mo Harris
Maureen "Big Mo" Harris (apellido de soltera: Porter, previamente: Harris) es un personaje ficticio de la serie de televisión británica EastEnders, interpretada por la actriz Laila Morse desde el 18 de septiembre de 2000, hasta el 21 de enero del 2016.

## Antecedentes
Maureen es la hija mayor de una pobre familia en East End en Londres, a los 14 años quedó embarazada después de tener una noche con Stuart Mullins, un coleccionista de billetes, poco después en 1951 dio a luz a Vivienne Harris. Maureeen se hizo muy buena amiga de Pat Evans, la hermana mayor de su novio Jimmy, después de un corto romance la pareja finalmente se casó en 1959, sin embargo el matrimonio pasó por una etapa difícil cuando Pat comenzó a prostituirse y a tomar, lo cual ocasionó que Jimmy le prestara más atención a su hermana que a Maureen lo que produjo que ella comenzara una aventura en 1963 con el proxeneta de Pat, Tony Cattani. 
Cuando Pat descubrió la aventura se lo contó a su hermano sin embargo Mo negó sus acusaciones, lo cual ocasionó que Jimmy se alejara de su hermana y que la familia se mudara a Lewisham. Más tarde Jimmy murió en 1979 y molesta por lo anterior Maureen no le informó a Pat de su muerte.
El 21 de enero del 2016 Mo se mudó a Kent para visitar a Belinda Slater-Peacock.